# Очин-Плещеев, Фёдор Григорьевич
Фёдор Григорьевич Очин-Плещеев (ум. после 1553) — воевода, младший из двух сыновей Григория Семёновича Плещеева-Очи. Старший брат — воевода Иван Григорьевич Очин-Плещеев.

## Служба
В 1495 году Фёдор Григорьевич Очин-Плещеев сопровождал в качестве постельника великого князя московского Ивана III Васильевича, его сына Василия Ивановича и внука Дмитрия Ивановича в их поездке в Великий Новгород.
В 1541 году Ф. Г. Очин-Плещеев служил наместником в Путивле, откуда посылал сторожа Гаврилу Толмача в Поле, нашедшего там сакмы 100-тысячного татарского войска, шедшего в поход на русские земли, и отправил с гонцом в Москву донесение об этом.
В декабре 1547 года Фёдор Григорьевич Очин-Плещеев «с нарядом был в Казани». Упоминается вместе с отцом под 1548 годом упоминается вместе с отцом в духовном завещании князя Н. А. Ростовского, который, видимо, был их соседом по поместью.
В июне 1549 года был послан «Ыльина дни» на службе «заповеди для» в Нижний Новгород. В 1553 году Ф. Г. Очин-Плещеев отправлен «со сборного воскресенья» на год вторым воеводой в Смоленск.
Оставил после себя трёх сыновей: Ивана Зуба, Юрия и Ивана Желду.